# Lek Pervizi
Lek Pervizi (ur. 2 marca 1929 w Skuraju) – albański historyk, poeta i dziennikarz mieszkający w Brukseli.

## Życiorys
Ukończył naukę podstawową i średnią w Rzymie, gdzie wykazywał się talentem artystycznym i literackim; już wtedy napisał kilka wierszy.
Na przełomie lat 40. i 50. XX wieku wrócił do Albanii, gdzie był prześladowany przez władze komunistyczne; mimo to pisał wiersze. Był świadkiem ciężkich warunków w obozach pracy w komunistycznej Albanii; odwiedził obozy pracy w Tepelenie i w Porto Palermo. Narysował kilkanaście portretów przedstawiających ofiary zabite przez reżim komunistyczny.
Po upadku komunizmu wyemigrował do Belgii, gdzie kontynuował twórczość poetycką, którą wydawał po albańsku, francusku i włosku. W 1997 założył w Brukseli czasopismo Kuq e Zi.

## Upamiętnienia
Imieniem Leka Perviziego nazwano szkołę podstawową w Plugu (Okręg Lushnja).